# Philipp Förster
Philipp Förster (ur. 4 lutego 1995 w Bretten) – niemiecki piłkarz występujący na pozycji pomocnika w niemieckim klubie VfB Stuttgart, którego jest wychowankiem. W trakcie swojej kariery grał także w takich zespołach, jak Waldhof Mannheim, 1. FC Nürnberg II oraz SV Sandhausen.